# Wyżnia Tomkowa Przełączka
Wyżnia Tomkowa Przełączka (niem. Obere Tomkow-Scharte, słow. Vyšná Tomkova štrbina, węg. Vyšná Tomkova štrbina, 2115 m) – przełączka w zachodniej grzędzie trzeciego w kolejności od południa na północ wierzchołka Niżnich Rysów (Zadnia Turnia w Niżnich Rysach, 2402 m). Znajduje się w grani Tomkowych Igieł pomiędzy Zadnią Tomkową Igłą i wyżej położoną bezimienną Tomkową Igłą. Na południe jej zbocze opada do Żlebu Orłowskiego, na północ do depresji opadającej z przełączki między trzecim i czwartym (najbardziej północnym) wierzchołkiem Niżnich Rysów. Tomkowym Igłom i przełączkom między nimi nadano nazwę dla uczczenia wybitnego przewodnika tatrzańskiego Józefa Gąsienicę Tomkowego (1887 – ok. 1942).
Przez przełączkę prowadzi droga wspinaczkowa zachodnią grzędą przez Tomkowe Igły; IV, miejsce V w skali tatrzańskiej, czas przejścia 5 godz. Z przełączki można wyjść na Zadnią Tomkową Igłę. Trudność wyjścia, w zależności od wariantu od III do V.